# Dante's Inferno (videogioco 1986)
Dante's Inferno è un videogioco di avventura dinamica pubblicato nel 1986 per Commodore 64 dalla Beyond Software, ispirato all'Inferno di Dante. Erano pubblicizzate anche versioni per Amstrad CPC e ZX Spectrum, ma non si hanno notizie della loro effettiva pubblicazione. È il primo videogioco basato sulla Divina Commedia e non ha collegamenti con Dante's Inferno del 2010.

## Modalità di gioco
Il giocatore controlla un pellegrino a piedi che deve attraversare tutto l'Inferno dantesco, pieno di demoni e anime dannate ostili, fino a raggiungere il Purgatorio. Il percorso è un labirintico ambiente dove l'area di gioco viene mostrata con visuale isometrica e scorrimento dello schermo in tutte le direzioni. Il pellegrino può camminare nelle quattro direzioni e raccogliere un massimo di due oggetti alla volta, che deve capire come utilizzare al momento giusto per proseguire nell'avventura.
Il gioco inizia nei boschi fuori dal portale dell'Inferno; varcato il portale ci si ritrova nei paesaggi desolati del limbo e quindi dei nove gironi, popolati da creature e pericoli sempre differenti, fino all'incontro finale con Lucifero. Sparsi in giro si possono trovare gli oggetti necessari, ad esempio il denaro per pagare Caronte. Si ha a disposizione una sola vita e un tempo totale limitato.